# Thijs van Leer
Thijs van Leer (Ámsterdam, 31 de marzo de 1948) es un flautista y teclista holandés, reconocido por su participación en la banda de rock progresivo Focus.

## Biografía
Tuvo contacto con la música a muy temprana edad. Aprendió flauta guiado por su padre, un experimentado flautista clásico. Años más tarde completó su educación musical en el conservatorio, donde, además de flauta, estudió piano, órgano, composición y arreglo orquestal.
Cuando aún asistía a la escuela, Van Leer formó su propio grupo de jazz, con él al piano; pero su primera incursión en el mundo comercial de la música fue en 1967, con Ramses Shaffy, un cantante a quien Van Leer acompañaba con flauta y voces en clubes nocturnos de Ámsterdam. 
En 1969 fundó el Thijs van Leer Trio, integrado por él (flauta, teclados, voz), Martijn Dresden (bajo) y Hans Cleuver (percusión). Meses después se uniría a ellos el guitarrista Jan Akkerman y formarían así el grupo Focus.
En el año 2010, vuelve a los escenarios con el grupo Focus tras el relanzamiento de su éxito "Hocus Pocus" hecho por la firma Nike, en el comercial del mundial de fútbol Sudáfrica 2010.
También participó como teclista, flautista, arreglista y compositor en la gira Rock & Ríos del músico granadino Miguel Ríos, así como en el siguiente álbum de estudio del cantante, El Rock de una noche de verano.

## Discografía

### Como solista
- Introspection (1972)
- O My Love (1975)
- Introspection 2 (1975)
- Musica per la Notte di Natale (1976)
- Introspection 3 (1977)
- Nice to Have Met You (1978)
- Introspection 4 (1979)
- Collage (1980)
- Pedal Point: Dona Nobis Pacem' (1981)
- Reflections (1981)
- Focus (1985)
- Renaissance (1986)
- I Hate Myself (For Loving You) (1987)
- Introspection 92 (1992)
- Musical Melody (1994)
- Bolero (1996)
- Summertime (1996)
- Joy to the World (1996)
- Instrumental Hymns (1997)
- The Glorious Album (1999)
- Bach for a New Age (1999)
- Etudes Sans Gêne (2006)
- The Home Concert (2008)
- Trading Boundaries Live Vol.1 (2015)

### Con Thomas Blug Band
- Guitar From The Heart/Live (2005)
- Guitar From The Heart – Live in Raalte, NL (2005)
- Soul & Pepper (2009)